# 悠美
悠美（ゆうみ、1978年12月8日 - ）は、日本の女性ファッションモデル。東京都生まれ、愛知県育ち。AGAPE所属。夫は元プロ野球選手の森本稀哲。本名、森本 悠美（もりもと ゆみ）。

## 略歴
短大卒業後、名古屋を拠点にモデル活動を始めたが、2001年、カネボウスイムウエアイメージモデルに就任したのを機に全国区での活動を本格化。その後はファッション雑誌『JJ』の専属モデルとして活躍後、『Domani』の専属モデルなど多数のファッション誌で活動する傍ら、資生堂「TSUBAKI」（2007年4月から）も含め、広告出演も多く行っている。
2012年3月8日、プロ野球選手の森本稀哲と結婚。2014年7月26日に第1子となる女児を出産。

## 人物
- 京都府出身の父[7]と陶器会社に勤務していた母[8]との間に出生。姉が1人いる[9]。
- 父親は1964年の東京オリンピックで聖火ランナーを務めていた[10]。
- 『JJ』で共働したモデルの落合砂央里は通っていた小学校の後輩に当たる[11]。
- 2012年9月に発酵マイスターの資格を取得した[2]。

## 書籍

### 写真集
- 悠美のために（2001年3月、彩文館出版、撮影：持木大助）ISBN 978-4916115553
- Fashion(パパラブックス)（2001年6月、ドリームワークス出版、撮影：田辺遥一）ISBN 978-4886182616

## 出演

### CM
- カネボウ化粧品「フェアクレア」（2001年～2003年）
- ポッカ「アミノレモン」（2003年）
- 関西アーバン銀行（2005年）
- 花王「ヘルシアウォーター」（2007年）
- 野村不動産「Proud」（2007年）
- 資生堂「TSUBAKI」（2007年～）